# Газогенератор

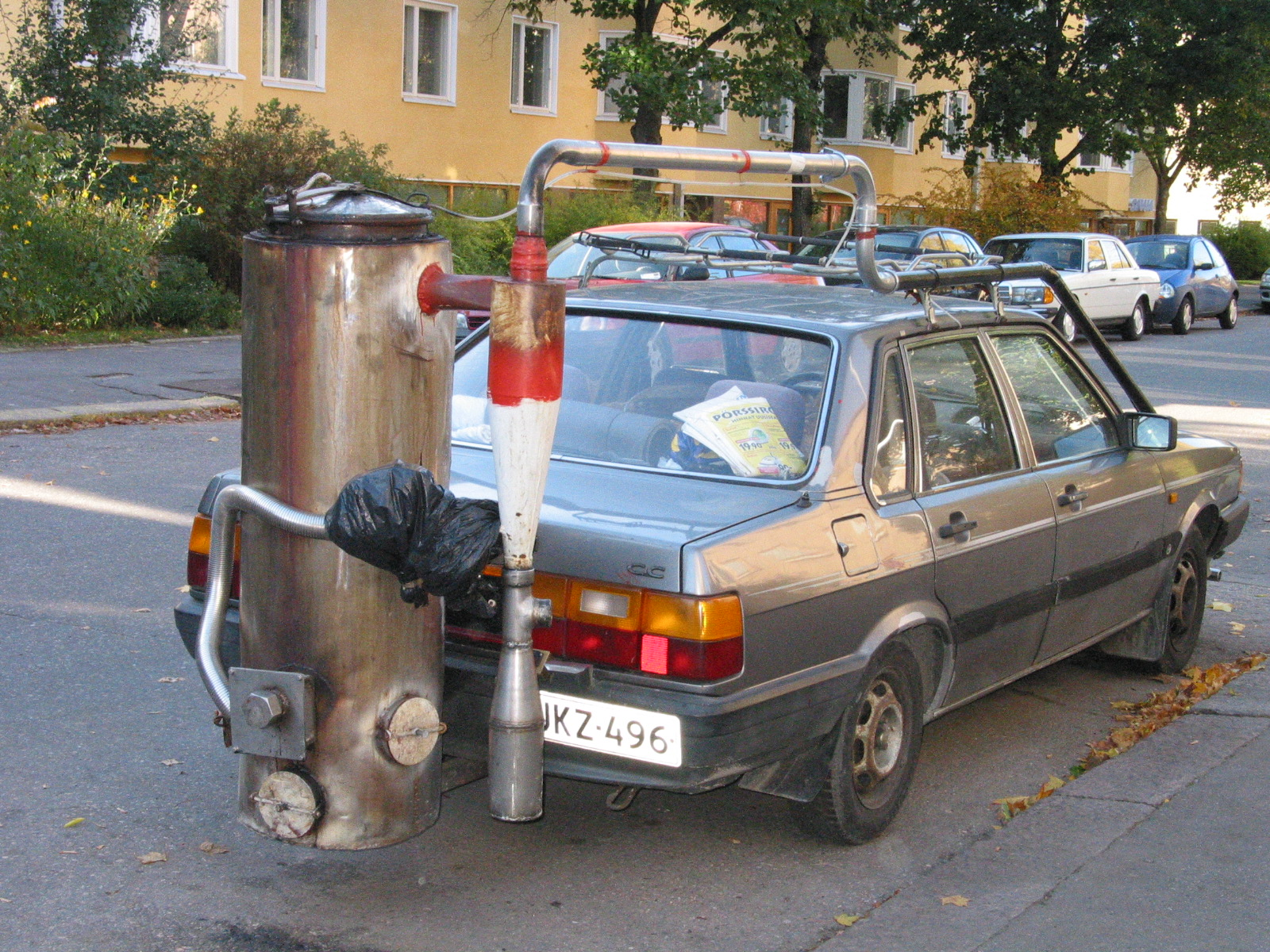
Легковой автомобиль с газогенератором, Финляндия, Хельсинки, 2009.

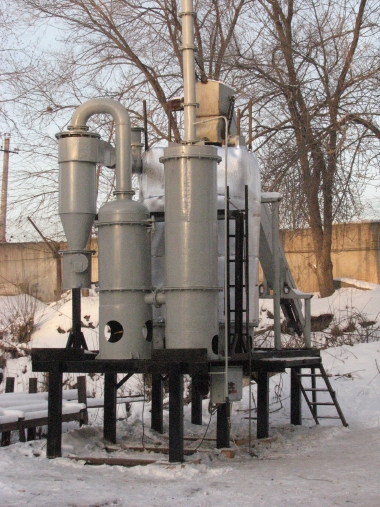
Комплекс для получения генераторного газа, г. Самара.

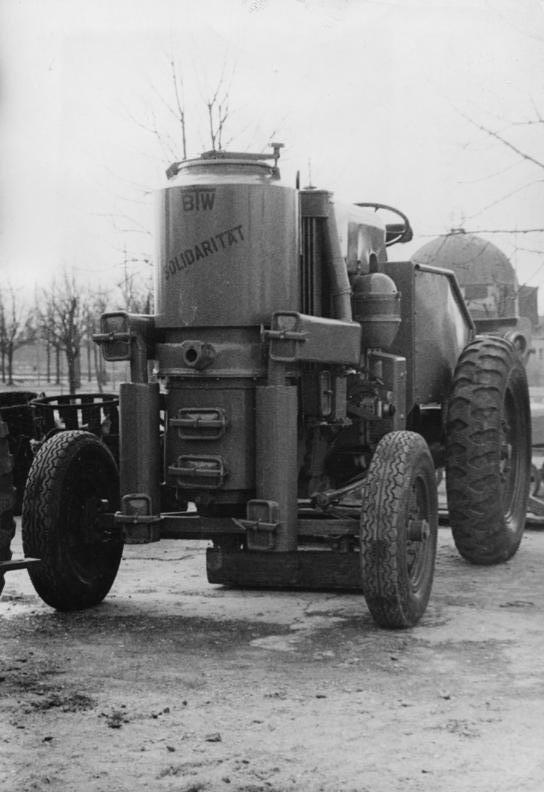
Газогенераторный трактор производства ГДР, 1949 год.

О газогенераторе газотурбинного двигателя см. Турбокомпрессор.
Газогенератор — устройство для преобразования твёрдого или жидкого топлива в газообразную форму (газификации), что делает его использование более удобным и эффективным, будь то с отопительным котлом, двигателем внутреннего сгорания, газовой турбиной или в химической промышленности. Наиболее распространены газогенераторы, работающие на угле, коксе, угольных брикетах, топливных пеллетах, дровах, древесном угле, торфе и т. п. Газогенераторы, использующие в качестве топлива мазут и другие виды жидкого топлива, применяются значительно реже.
Газогенератор обычно применяется при наличии уже имеющихся ДВС (как бензиновых, так и дизельных) и отсутствии основного жидкого (бензин, солярка) топлива для них.
Обеспечивая более полное сгорание отходов деревообработки и сельскохозяйственного производства (опилки, лузга семечек и т. д.), использование газогенератора позволяет сократить выбросы в атмосферу.

## Принцип работы
Принцип работы газогенератора основан на неполном сгорании углерода, который в этом случае может присоединить один атом кислорода или два, с образованием соответственно монооксида (угарный газ) и диоксида (углекислый газ). При этом выделяется практически треть энергии от величины полного сгорания. Таким образом, полученный газ обладает гораздо меньшей теплотой сгорания, чем исходное твёрдое топливо. Кроме того, в газогенераторе при газификации древесины, а также при газификации угля с добавлением воды (как правило в виде пара) идёт эндотермическая реакция между образующимся монооксидом углерода и водой с образованием водорода и углекислого газа. Эта реакция снижает температуру полученного газа и повышает КПД процесса до величины 75-80 %. В случае же, если нет необходимости перед использованием охлаждать газ, то КПД газификации составит 100 %. То есть фактически будет осуществлено двухстадийное полное сжигание твёрдого топлива.
Калорийность полученного газа достаточно низкая вследствие разбавления его азотом. Но поскольку для его сгорания требуется значительно меньше воздуха, чем для сгорания углеводородов, то калорийность рабочей смеси (газ + воздух) лишь незначительно ниже чем у традиционных топливовоздушных смесей.
У транспортных двигателей, используемых для работы на газе без переделки, основной причиной снижения мощности является уменьшение величины заряда рабочей смеси, поскольку добиться удовлетворительного охлаждения газа на подвижной технике затруднительно. Но эта проблема не имеет существенного значения для стационарных двигателей, где масса и габариты охладителя мало ограничены. На двигателях, специально изменённых или специально разработанных для работы на генераторном газе, посредством повышения степени сжатия и незначительного наддува газогенератора достигаются равные с бензиновыми двигателями литровые мощности.

## Технологический процесс
В газогенераторе протекает несколько основных химических реакций. При горении с обедненным количеством кислорода (пиролиз) протекают реакции окисления угля и углеводородов:
{\displaystyle {\ce {C + O2 -> CO2}}}
{\displaystyle {\ce {2 H2 + O2 -> 2 H2O}}}
с выделением тепловой энергии. И реакции восстановления:
{\displaystyle {\ce {C + CO2 -> 2 CO}}}
{\displaystyle {\ce {C + H2O -> CO + H2}}}
с потреблением тепловой энергии.
Активная часть газогенератора состоит из трёх перетекающих участков: термического разложения топлива, окисления, восстановления. Кроме устройств с внешним подводом тепла, где зоны окисления нет.
Основными горючими компонентами в получаемом «генераторном газе» являются водород {\displaystyle {\ce {H2}}}, оксид углерода {\displaystyle {\ce {CO}}}, метан {\displaystyle {\ce {CH4}}}, и непредельные углеводороды {\displaystyle {\ce {C_{x}H_{x}}}}. Прочие вещества, в основном {\displaystyle {\ce {CO2}}}, {\displaystyle {\ce {O2}}}, {\displaystyle {\ce {N2}}}, {\displaystyle {\ce {H2O}}}, являются балластом и за исключением кислорода не участвуют в процессе сгорания газа в двигателе либо препятствуют ему. Состав получаемых газов сильно зависит от типа топлива и конструкции газогенератора. При работе газогенератора обращенного процесса на сухом древесном топливе (дровах) на горючие компоненты приходится чуть более 1/3 объёмного содержания ({\displaystyle {\ce {H2}}}: 15—17 %, {\displaystyle {\ce {CO}}}: 20—21 %). Бо́льшую часть составляют азот {\displaystyle {\ce {N2}}} (около 50 %) и углекислый газ {\displaystyle {\ce {CO2}}} (около 10 %).
Калорийность генераторного газа зависит от состава газа обдува:
| Воздух                 | 3,8—4,5 МДж/м3 |
| Воздух + водяной пар   | 5—6,7 МДж/м3   |
| Кислород + водяной пар | 5—8,8 МДж/м3   |
| Водяной пар            | 10—13,4 МДж/м3 |

Существуют три основных типа газогенераторного процесса: прямого, обращённого и горизонтального. Также известны и газогенераторы двухзонного процесса, которые представляют собой комбинацию прямого и обратного процессов.

### Прямой процесс
Преимущество прямого процесса — простота исполнения. Недостаток — большое содержание влаги и смол. Данный недостаток можно устранить, используя очищенное топливо: древесный уголь или кокс.

### Обращённый процесс
Обратный процесс имеет самое меньшее содержание смол потому, что газ разложения топлива проходит самую высокотемпературную зону «окисления», что приводит к практически полному его разложению. На практике исполняется немного сложнее, чем прямой.

### Горизонтальный процесс
Горизонтальный процесс имеет умеренное количество смол. Газ разложения проходит зону восстановления, но часть его не полностью разлагается, Преимущество — простая конструкция.
Водяной пар подается отдельно от газа обдува, предварительно разогретым, в зону восстановления. Генераторный газ при этом имеет большую калорийность но общая тепловая мощность установки падает, поэтому в тепловых котлах подача пара не используется.
Газогенераторы различаются системой загрузки топлива и отбора золы. Беспрерывная система подачи и отбора более технологична, часто используется в промышленности (в основном на лесопилках).
Ошибочно газогенераторами называют, по аналогии с дизельгенераторами и бензогенераторами, электрический генератор, приводимый газовым двигателем, работающем на сжатом природном газе (метане) или на сжиженном углеводородном газе. Также ошибкой будет назвать газогенератором турбокомпрессор (газотурбинный нагнетатель) газотурбинного двигателя.